# Coordenadas grassmannianas
En matemáticas, las coordenadas grassmannianas son  la generalización del embebido de Plücker para k y n arbitrarios, y deben su nombre al matemático alemán Hermann Grassmann (1809-1877). Las coordenadas homogéneas de la imagen del {\displaystyle \mathbf {Gr} (k,V)} Grassmanniano bajo el embebido de Plücker, relativas a la base en el espacio exterior {\displaystyle \Lambda ^{k}V} correspondiente a la base natural en {\displaystyle V=K^{n}} (donde {\displaystyle K} es el cuerpo base) se denominan coordenadas plückerianas.
A su vez, la aplicación de Plücker incorpora el grassmanniano {\displaystyle \mathbf {Gr} (k,V)}, cuyos elementos son subespacios k-dimensionales de un espacio vectorial n-dimensional V, ya sea real o complejo, en un espacio proyectivo, realizándolo así como una variedad algebraica proyectiva. Más precisamente, Plücker asigna el embebido {\displaystyle \mathbf {Gr} (k,V)} a la proyectivización {\displaystyle \mathbf {P} (\Lambda ^{k}V)} del {\displaystyle k}-ésimo producto exterior de {\displaystyle V}. La imagen es algebraica y consiste en la intersección de una serie de cuádricas definidas por las relaciones de Plücker (véase más abajo).
El embebido de Plücker fue definido por primera vez por Julius Plücker en el caso {\displaystyle k=2,n=4} como una forma de describir las líneas en un espacio tridimensional (que, como rectas proyectivas en el espacio proyectivo real, corresponden a subespacios bidimensionales de un espacio vectorial de cuatro dimensiones). La imagen de ese embebido es la cuádrica de Klein en 'RP5.

## Definición
Denotando por {\displaystyle V=K^{n}} el espacio vectorial {\displaystyle n}-dimensional sobre el campo {\displaystyle K}, y por
{\displaystyle \mathbf {Gr} (k,V)} el grassmanniano de los subespacios {\displaystyle k}-dimensionales de {\displaystyle V}, el embebido de Plücker es la aplicación ι definida por:
{\displaystyle {\begin{aligned}\iota \colon \mathbf {Gr} (k,V)&{}\rightarrow \mathbf {P} (\Lambda ^{k}V),\\\iota \colon {\mathcal {W}}:=\operatorname {span} (w_{1},\ldots ,w_{k})&{}\mapsto [w_{1}\wedge \cdots \wedge w_{k}],\end{aligned}}}
donde {\displaystyle (w_{1},\dots ,w_{k})} es una base para el elemento {\displaystyle {\mathcal {W}}\in \mathbf {Gr} (k,V)} y {\displaystyle [w_{1}\wedge \cdots \wedge w_{k}]} es la clase de equivalencia proyectiva del elemento {\displaystyle w_{1}\wedge \cdots \wedge w_{k}\in \Lambda ^{k}V} de la {\displaystyle k}-ésima potencia exterior de {\displaystyle V}.
Esta es una incorporación del grassmanniano a la proyectivización {\displaystyle \mathbf {P} (\Lambda ^{k}V)}. La imagen se puede caracterizar completamente como la intersección de una serie de cuádricas, las cuádricas de Plücker, que se expresan mediante relaciones cuadráticas homogéneas en las coordenadas de Plücker (véase más abajo) que se derivan del álgebra lineal.
El anillo de soporte aparece como el anillo de funciones polinómicas en {\displaystyle \Lambda ^{k}V}.

## Relaciones de Plücker
La imagen bajo el embebido de Plücker satisface un conjunto simple de relaciones cuadráticas homogéneas, generalmente llamadas relaciones de Plücker o relaciones de Grassmann-Plücker, que definen la intersección de varias cuádricas en {\displaystyle \mathbf {P} (\Lambda ^{k}V)}. Esto muestra que el grassmanniano se incorpora como una subvariedad algebraica de {\displaystyle \mathbf {P} (\Lambda ^{k}V)} y proporciona otro método para obtenerlo. Para establecer las relaciones de Grassmann-Plücker, sea {\displaystyle {\mathcal {W}}\in \mathbf {Gr} (k,V)} el subespacio {\displaystyle k}-dimensional abarcado por la base representada por los vectores columna {\displaystyle W_{1},\dots ,W_{k}}.
Sea también {\displaystyle W} la matriz {\displaystyle n\times k} de coordenadas homogéneas, cuyas columnas son {\displaystyle W_{1},\dots ,W_{k}}. Entonces, la clase de equivalencia {\displaystyle [W]} de todas esas matrices de coordenadas homogéneas {\displaystyle Wg\sim W} están relacionadas entre sí mediante la multiplicación por la derecha por una matriz {\displaystyle k\times k} invertible. {\displaystyle g\in \mathbf {GL} (k,K)} puede identificarse con el elemento {\displaystyle {\mathcal {W}}}. Para cualquier secuencia ordenada {\displaystyle 1\leq i_{1}<\cdots <i_{k}\leq n}
de enteros {\displaystyle k}, sea {\displaystyle W_{i_{1},\dots ,i_{k}}} el determinante de la matriz {\displaystyle k\times k} cuyas filas son las filas {\displaystyle (i_{1},\dots i_{k})} de {\displaystyle W}. Entonces, hasta la proyectivización, {\displaystyle \{W_{i_{1},\dots ,i_{k}}\}} son las coordenadas plückerianas del elemento {\displaystyle {\mathcal {W}}\sim [W]\in \mathbf {Gr} (k,V)} cuyas coordenadas homogéneas son {\displaystyle W}, las coordenadas lineales de la imagen {\displaystyle \iota ({\mathcal {W}})} de {\displaystyle {\mathcal {W}}\in \mathbf {Gr} (k,V)} bajo la aplicación de Plücker, relativas a la base estándar en el espacio exterior {\displaystyle \Lambda ^{k}V}. Cambiar la base que define la matriz de coordenadas homogéneas {\displaystyle M} simplemente cambia las coordenadas de Plücker por un factor de escala distinto de cero, igual al determinante de la matriz de cambio de base {\displaystyle g}, y por tanto solo el representante de la clase de equivalencia proyectiva en {\displaystyle \Lambda ^{k}V}.
Para dos secuencias ordenadas cualesquiera
{\displaystyle i_{1}<i_{2}<\cdots <i_{k-1},\quad j_{1}<j_{2}<\cdots <j_{k+1}}
de enteros positivos {\displaystyle 1\leq i_{l},j_{m}\leq n}, las siguientes ecuaciones homogéneas son válidas y determinan la imagen de {\displaystyle {\mathcal {W}}} bajo la aplicación de Plücker:
| {\displaystyle \sum _{l=1}^{k+1}(-1)^{l}W_{i_{1},\dots ,i_{k-1},j_{l}}W_{j_{1},\dots ,{\hat {j}}_{l},\dots j_{k+1}}=0,} | \| \| \| \| \| \| \| \| | (1) |
| |                         |     |
| |                         |     |

donde {\displaystyle j_{1},\dots ,{\hat {j}}_{l}\dots j_{k+1}} denota la secuencia {\displaystyle j_{1},\dots ,\dots j_{k+1}} con el término {\displaystyle j_{l}} omitido. Generalmente se las conoce como relaciones de Plücker.
Cuando dim(V) = 4 y k = 2, se obtiene {\displaystyle \mathbf {Gr} (2,V)}, el grassmanniano más simple que no es un espacio proyectivo, y lo anterior se reduce a una sola ecuación. Denotando las coordenadas de {\displaystyle \Lambda ^{2}V} por
{\displaystyle W_{ij}=-W_{ji},\quad 1\leq i,j,\leq 4,}
la imagen de {\displaystyle \mathbf {Gr} (2,V)} bajo el mapa de Plücker está definida por la ecuación única
{\displaystyle W_{12}W_{34}-W_{13}W_{24}+W_{14}W_{23}=0.}
En general, se necesitan muchas más ecuaciones para definir la imagen del embebido de Plücker, como en (1),
pero no son, en general, algebraicamente independientes. El número máximo de relaciones algebraicamente independientes (en conjuntos abiertos de Zariski) está dado por la diferencia de dimensión entre {\displaystyle \mathbf {P} (\Lambda ^{k}V)} y {\displaystyle \mathbf {Gr} (k,V)}, que es {\displaystyle n!/(k!(n-k)!)-n(n-k)-1.}

## Lectura adicional
- Miller, Ezra; Sturmfels, Bernd (2005). Combinatorial commutative algebra.  Graduate Texts in Mathematics 227. New York, NY: Springer-Verlag. ISBN 0-387-23707-0. Zbl 1090.13001.

- Datos: Q2996684